# Autopista Ezeiza-Cañuelas
La Autopista Ezeiza-Cañuelas es una autopista que une las localidades bonaerenses de Ezeiza y Cañuelas, en Argentina, con una extensión aproximada de 41,5 kilómetros. 
Se enlaza con la Autopista Ricchieri, el acceso de la ciudad de Buenos Aires al Aeropuerto Ministro Pistarini en su extremo nordeste, y con las rutas nacionales 3 y 205 en su extremo sudoeste.

## Historia
Está bajo control de Vialidad Nacional. Mediante una licitación del Estado, el Consorcio encabezado por HUARTE S.A.(OHL) resultó adjudicatario de la Autopista Riccheri, y el 29 de septiembre de 1993 se suscribió el respectivo Contrato de Concesión, el cual fue aprobado mediante Decreto N 1.167/94. Posteriormente las empresas adjudicatarias constituyeron, la concesionaria AECSA, que fue inscripta en el Registro Público de Comercio el 2 de diciembre de 1993. El 17 de agosto de 1994 la concesionaria suscribió la correspondiente acta de toma de posesión por la Autopista Riccheri.
Como parte del contrato firmado, AECSA comenzó las obras de la Autopista Ezeiza Cañuelas en 1998, e inauguró el primer tramo de 24 kilómetros el 20 de octubre de 1999, entre Ezeiza y Vicente Casares. El 8 de abril de 2000 fue abierto en forma provisoria, con calzada única, el segundo sector hasta los alrededores de Cañuelas. El 30 de agosto de 2001 fue inaugurado el segundo tramo como autopista. El tercer tramo de la autopista, de pocos kilómetros de extensión, estaba previsto para 2003, pero luego de la renegociación de los contratos de concesión debido a la crisis de 2001, la obra fue suspendida, sin realizarse nunca la expropiación de terrenos a lo largo de la traza de esta última sección.
En noviembre de 2016 se llevan a cabo trabajos para terminar el último tramo de la calzada doble que vinculará los alrededores de Alejandro Petión con la rotonda de Cañuelas y el cruce con la Ruta Nacional 3 inagurandose el 17 de octubre de 2022.[cita requerida]
En diciembre de 2017 el Estado Argentino rescindió el contrato con AECSA y Vialidad Nacional pasa a tomar el control de la autopista.[cita requerida]
La obra fue paralizada en 2019. El 15 de febrero de 2022, se reactivó la obra. En octubre de 2022, luego de casi 30 años, se inauguró el tramo restante de la autopista.

## Localidades
Las localidades de más de 5.000 habitantes por las que pasa esta autopista de noreste a sudoeste son:
Recorrido: 36 km (km 27 a 63).

### Región Metropolitana de Buenos Aires
- Partido de Esteban Echeverría: El Jagüel (km 31).
- Partido de Ezeiza: Barrio Uno (km 27), Ezeiza (km 33), Tristán Suárez (km 41) y Carlos Spegazzini (km 46).
- Partido de Cañuelas: Vicente Casares (km 51), Alejandro Petión (km 55),  Cañuelas (km 63)

## Intersecciones y puentes
A continuación, un mapa esquemático del recorrido, mostrando todas las salidas a otros caminos importantes:
|  |  | RMCONTg |

|  | RMq | RMIco | RMq |

|  |  | RM |

|  | exSTRq | RMIdu | exSTRq |

|  |  | RM |

|  |  | RMIdu | exSTRq |

|  | WASSERq | RMoW | WASSERq |

|  |  | RMIdu | RMq |

|  | WASSERq | RMoW | WASSERq |

|  |  | RM |

|  | FLUGg | RM |  |

|  |  | RM |

|  |  | RGuq + RM |

|  |  | RM + lZOLL |

|  |  | RM |

|  | WASSERq | RMoW | WASSERq |

|  | RMq | RMIdu | exSTRq |

|  | exSTRq | RMIdu | exSTRq |

|  |  | RM |

|  |  | RMIdu | exSTRq |

|  |  | RM |

|  | WASSERq | RMoW | WASSERq |

|  |  | RM |

|  |  | RMIdu | exSTRq |

|  |  | RM |

|  | exSTRq | RMIdu | exSTRq |

|  |  | RM |

|  | MWNODEa | RMuq + RM | RMq |

|  | RMl | MWNODE | STRq |

|  |  | STR |